# Roma Rovers FC
El Roma Rovers es un equipo de fútbol de Lesoto que juega en la Tercera División de Lesoto, la tercera liga de fútbol más importante del país.

## Historia
Fue fundado en el barrio Roma de la capital Maseru y han jugado varias temporadas en la Primera División de Lesoto, ganando el título de liga en la temporada 1995/96, su único título en su historia. No juegan en la máxima categoría desde la temporada 2009/10 cuando redujeron la cantidad de equipos en la liga.
A nivel internacional han participado en un torneo continental, siendo el primer equipo de Lesoto en competir en la Liga de Campeones de la CAF bajo su nuevo formato, donde fueron eliminados en la primera ronda por el Orlando Pirates de Sudáfrica.

## Palmarés
- Primera División de Lesoto: 1

1995/96

## Participación en competiciones de la CAF
| Temporada | Torneo                      | Ronda      | Club                 | Casa | Visita | Global |
| --------- | --------------------------- | ---------- | -------------------- | ---- | ------ | ------ |
| 1997      | Liga de Campeones de la CAF | Preliminar | Limbe Leaf Wanderers | 5-1  | 0-1    | 5-2    |
| 1997      | Liga de Campeones de la CAF | 1          | Orlando Pirates      | 0-0  | 0-1    | 0-1    |